# Bänderton

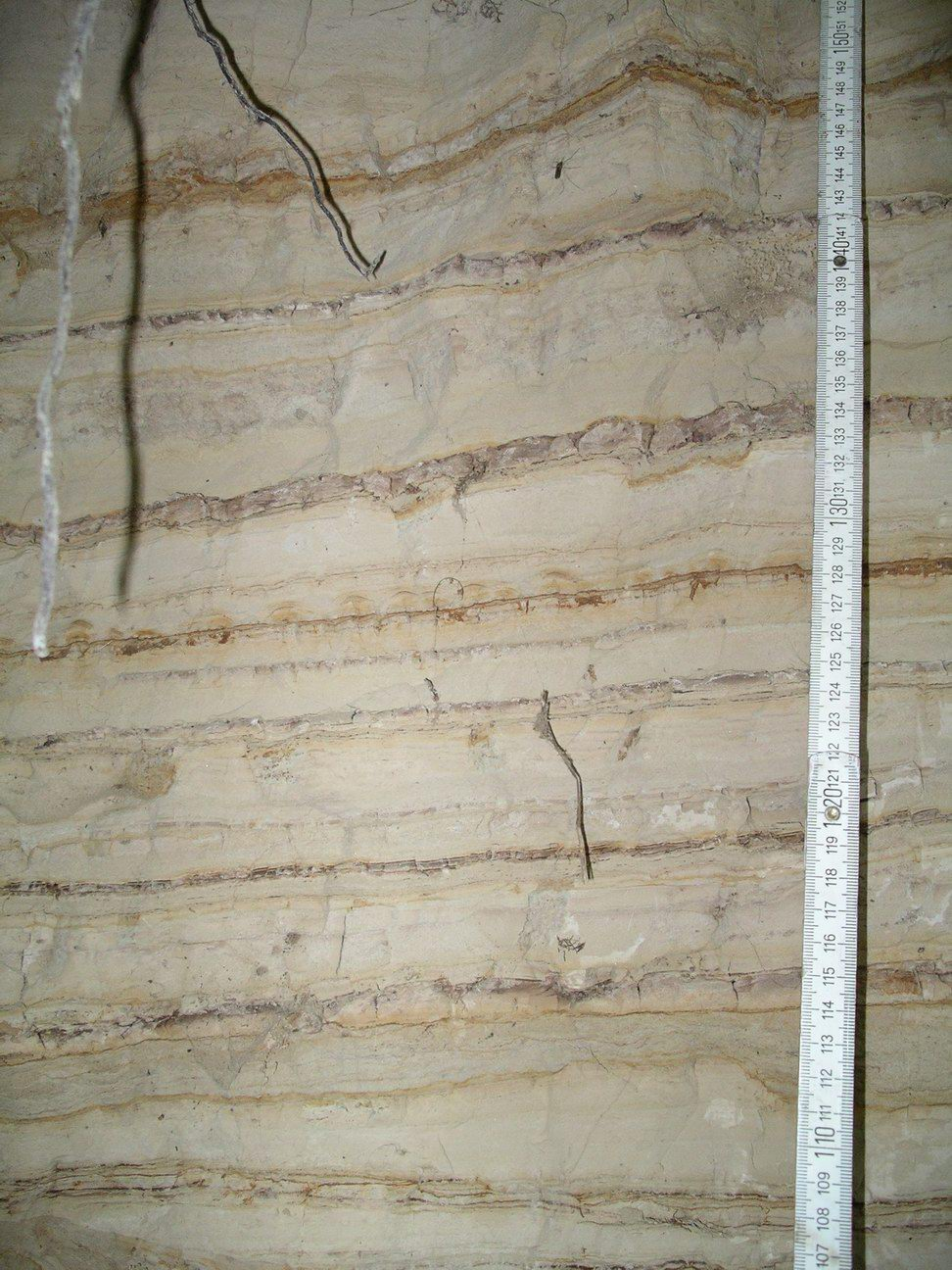
Typischer Bänderton und -schluff; die hellen Lagen sind die gröberen Ablagerungen des Sommers, die dunkleren Schichten entstanden im Winter. Macherslust; Ortsteil von Eberswalde, Brandenburg

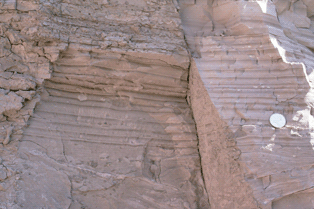
Pleistozäner Bänderton, Scarboro Bluffs, Toronto, Ontario, Kanada. Die dicksten Warven sind mehr als einen Zentimeter dick

Als Bänderton, auch Warventon bzw. Warvit, bezeichnet man in der Geologie ein feinkörniges Sediment, das infolge regelmäßiger Wechsellagerung von hellen und dunklen Tonlagen im Querschnitt gebändert aussieht. Bändertone entstehen in Eisstauseen und Seen oder Tümpeln am Rande des Eises und sind damit an kalte Klimate gebunden. Aktuell bilden sie sich in vergletscherten Gebieten. Während des Pleistozäns wurden sie aber auch an zahlreichen Stellen innerhalb der damals vom Eis bedeckten Gebiete abgelagert. Sie sind in Norddeutschland daher sehr weit verbreitet.
Bändertone entstehen durch jahreszeitlich schwankende Wasser- und Sedimentzufuhr, wobei die helleren Lagen aus dem Sommer (Zeit der Eisschmelze) stammen, in dem sich viel Sediment absetzte. Die dunklen Lagen wurden im Winter abgelagert, wenn wenig Material angeliefert wurde, das zudem reich an organischen Stoffen war. Eine helle und eine dunkle Lage bilden zusammen jeweils eine Jahresschicht (Warve). Ihre Mächtigkeit schwankt in weiten Grenzen. Sie hängt vor allem von der Materialzufuhr mit dem Schmelzwasser ab und liegt meist zwischen 0,5 und 50 Zentimetern. Sowohl höhere als auch niedrigere Werte sind aber möglich.
In den meisten Bändertonvorkommen ist über die Auszählung der einzelnen Jahreslagen die Ermittlung der Zeit möglich, die sie zu ihrer Ablagerung brauchten. Durch den Vergleich charakteristischer Lagen und Abfolgen verschiedener Vorkommen ist das Aufstellen einer für ein größeres Gebiet gültigen Warvenchronologie möglich.
Aufgrund ihrer Feinkörnigkeit eignen sich viele Bändertone bzw. -schluffe als Rohstoff für die keramische Industrie, vor allem für Grobkeramik. Aber auch zur Herstellung von Baumaterialien wie Ziegelsteinen oder Blähton finden sie Verwendung.